# گارسیا (کلرادو)
گارسیا (به انگلیسی: Garcia) یک منطقهٔ مسکونی در ایالات متحده آمریکا است که در شهرستان کوستیا، کلرادو واقع شده‌است. گارسیا ۲٬۳۵۵ متر بالاتر از سطح دریا واقع شده‌است.